# Mazkeret Moše

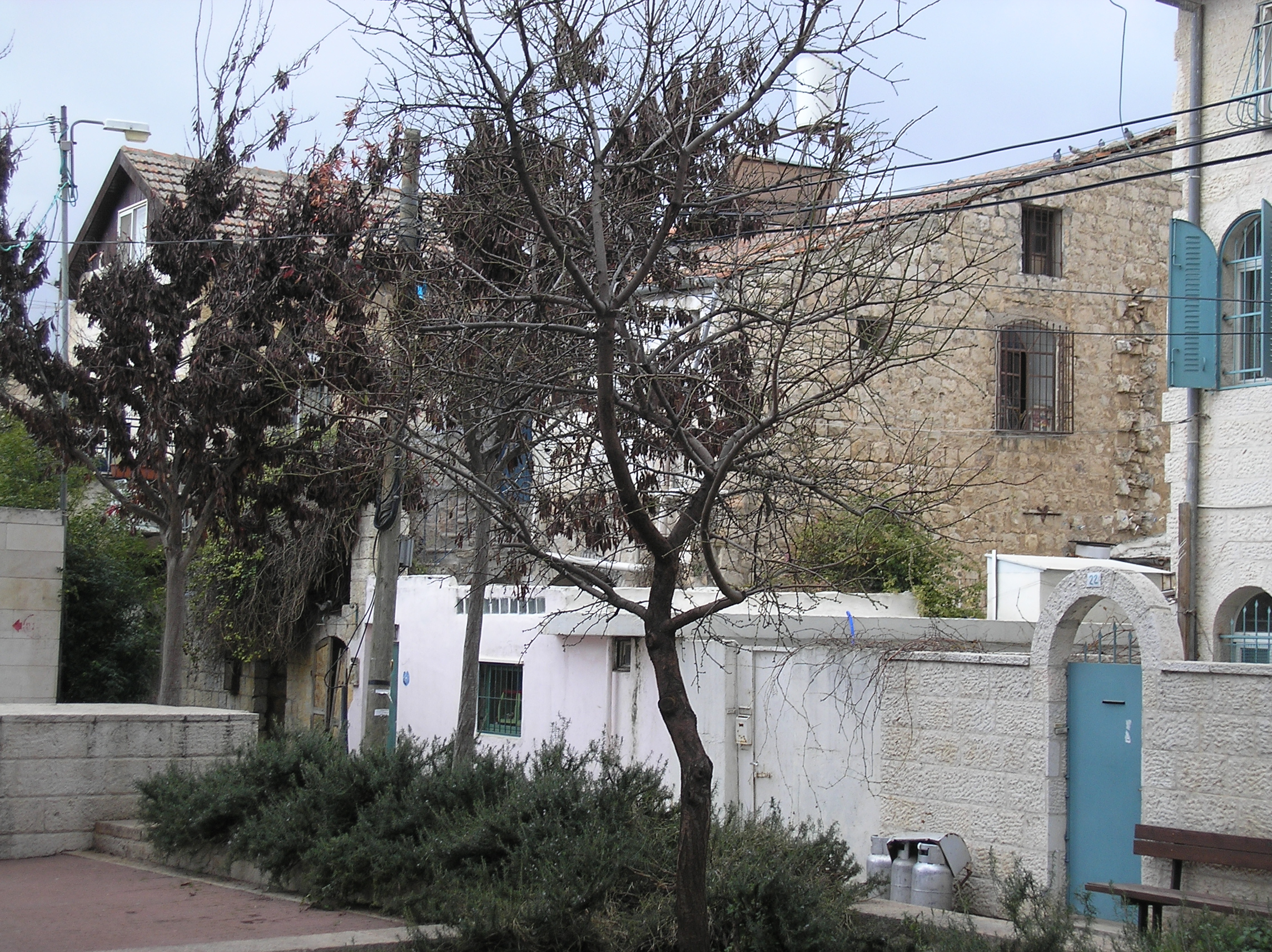
Zástavba v Mazkeret Moše

Mazkeret Moše (hebrejsky: מזכרת משה, doslova Mošeho památník) je městská čtvrť v centrální části Jeruzaléma v Izraeli.

## Geografie
Je součástí širšího zastavěného distriktu zvaného Lev ha-ir (Střed města), který zaujímá centrální oblast Západního Jeruzaléma a v jeho rámci tvoří spolu s dalšími menšími obytnými soubory podčást zvanou Nachla'ot. Leží podél stejnojmenné ulice v nadmořské výšce cca 800 metrů, cca 1,5 kilometru západně od Starého Města. Populace čtvrti je židovská.

## Dějiny
Je pojmenována podle Mosese Montefioreho jako jedna z pěti čtvrtí Jeruzaléma vznikajících od konce 19. století na počest Montefioreho 90. narozenin.